# Fine dell'estate
Fine dell'estate è un singolo del gruppo musicale italiano Thegiornalisti, pubblicato il 9 ottobre 2015 come terzo estratto dal terzo album in studio Fuoricampo.

## Tracce
Testi e musiche di Tommaso Paradiso.
1. Fine dell'estate – 3:47

## Formazione
Gruppo
- Tommaso Paradiso – voce, tastiera, sintetizzatore
- Marco Antonio "Rissa" Musella – chitarra, sintetizzatore
- Marco Primavera – batteria, percussioni, cori